# Ochthebius yunnanensis
Ochthebius yunnanensis är en skalbaggsart som beskrevs av Armand D'Orchymont 1925. Ochthebius yunnanensis ingår i släktet Ochthebius och familjen vattenbrynsbaggar. Inga underarter finns listade i Catalogue of Life.